# South Jamaica

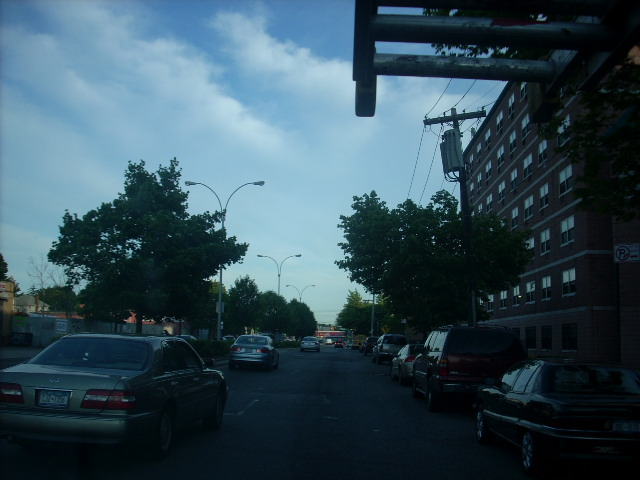
Merrick Boulevard

South Jamaica, oft auch als „Southside“ bezeichnet, ist ein Stadtteil im Südosten des New Yorker Stadtbezirks Queens.

## Etymologie
Derr Name „Jamaica“ des Stadtteils hat keinerlei Bezug zum Karibikstaat Jamaika, sondern stammt vom Wort „Jameco“ der Lenape-Indianer, was „Biber“ bedeutet.  Die niederländischen und später englischen Siedler übernahmen diesen Namen im 17. Jahrhundert. „South Jamaica“ wurde eingeführt, um das Viertel vom nördlich angrenzenden Jamaica zu unterscheiden.

## Geografie
South Jamaica liegt im südöstlichen Queens und grenzt nördlich an Jamaica, östlich an St. Albans, Locust Manor und Rochdale Village, südlich an Springfield Gardens und Brookville sowie westlich an South Ozone Park und Richmond Hill. Die Grenzen werden meist durch die Long Island Rail Road Main Line oder Jamaica Avenue im Norden, den Van Wyck Expressway im Westen, Merrick Boulevard im Osten und Rockaway Boulevard bzw. Baisley Boulevard im Süden beschrieben. Das Gebiet umfasst zahlreiche Wohnviertel, darunter auch Rochdale Village, und ist Teil des Queens Community District 12.
Die Landschaft ist typisch für Queens: Flach, mit einer Mischung aus Wohngebieten, Parks wie Baisley Pond Park und Roy Wilkins Park sowie einigen Gewerbeflächen. Im Süden grenzt South Jamaica an die weitläufige Jamaica Bay und liegt in der Nähe des John F. Kennedy International Airport. Die Region ist durch breite Boulevards wie den Guy R. Brewer Boulevard, Linden Boulevard und Sutphin Boulevard geprägt.

## Geschichte
Vor der europäischen Besiedlung lebten hier die Lenape-Indianer. Im 17. Jahrhundert kamen niederländische und englische Siedler, und das Gebiet blieb bis ins frühe 20. Jahrhundert überwiegend ländlich.
Die Urbanisierung begann in den 1920er und 1930er Jahren, als viele afroamerikanische Familien zuzogen und das Viertel sich zu einem urbanen Arbeiter- und Mittelstandsquartier wandelte. Während des Zweiten Weltkriegs wuchs die Bevölkerung durch den Bauboom und neue Arbeitsplätze stark an.

## Demografie
South Jamaica ist heute ein multikulturelles Viertel, dessen Bevölkerung überwiegend afroamerikanisch und karibisch geprägt ist. Die Community ist jünger als der Durchschnitt von Queens, viele Haushalte sind mehrköpfig. Trotz Herausforderungen wie Armut und Kriminalität gibt es einen starken Gemeinschaftssinn und zahlreiche Initiativen zur Verbesserung des Wohnumfelds.

## Infrastruktur
Das Viertel besteht aus einer Mischung von Einfamilienhäusern, Wohnblocks und Sozialwohnungen. Die Nahversorgung ist durch lokale Geschäfte, Schulen und Parks gewährleistet. South Jamaica ist gut an den öffentlichen Nahverkehr angebunden, unter anderem durch Buslinien und nahegelegene U-Bahn-Stationen. Wichtige Einrichtungen sind der Baisley Pond Park, der Roy Wilkins Park und mehrere Bibliotheken.

## Rochdale Village
Ein markantes Element von South Jamaica ist Rochdale Village, das auf dem Gelände der ehemaligen Jamaica Race Course entstand. Rochdale Village wurde 1963 als größte Wohnungsbaugenossenschaft der Welt eröffnet und nach dem Vorbild der Rochdale-Pioniere als „Stadt in der Stadt“ konzipiert. Die Anlage umfasst 20 Wohngebäude, Grünflächen, Einkaufsmöglichkeiten und eine eigene Energieversorgung. Rochdale Village war ein frühes Experiment für integriertes Wohnen und entwickelte sich im Laufe der Zeit zu einer überwiegend afroamerikanischen Community. Heute leben dort rund 25.000 Menschen.

## Berühmte Persönlichkeiten
South Jamaica ist die Heimat mehrerer prominenter Künstler, darunter der Rapper 50 Cent, der in den South Jamaica Houses aufwuchs, sowie Nicki Minaj und Ja Rule.